# Белиця (Пловдивська область)
Бели́ця (болг. Белица) — село в Пловдивській області Болгарії. Входить до складу общини Лики.

## Населення
За даними перепису населення 2011 року у селі проживали 212 осіб.
Національний склад населення села:
| Національність   | Кількість осіб | Відсоток |
| ---------------- | -------------- | -------- |
| болгари          | 149            | 70,3%    |
| турки            | 39             | 18,4%    |
| цигани           | 0              | 0%       |
| інша             | 0              | 0%       |
| не визначились   | 24             | 11,3%    |
| Всього відповіли | 212            |          |

Розподіл населення за віком у 2011 році:
Динаміка населення: